# Władysław Stecyk
Władysław Stecyk (n. 14 iulie 1951, Radowo Małe⁠(d), Łobez County⁠(d), Pomerania Occidentală, Polonia) este un luptător ce a reprezentat Polonia, medaliat olimpic. A participat la 3 ediții ale Jocurilor Olimpice (1976, 1980, 1988) în care a câștigat o medalie de argint.